# Ciulakivka, Hola Prîstan
Ciulakivka (în ucraineană Чулаківка) este o comună în raionul Hola Prîstan, regiunea Herson, Ucraina, formată numai din satul de reședință.

## Demografie
Componența lingvistică a comunei Ciulakivka
     Ucraineană (93,88%)
     Rusă (5,44%)
     Alte limbi (0,45%)
Conform recensământului din 2001, majoritatea populației comunei Ciulakivka era vorbitoare de ucraineană (93,88%), existând în minoritate și vorbitori de rusă (5,44%).